# شیب تراکم
شیب تراکم (انگلیسی: Density gradient) تغییر فضایی در تراکم یک منطقه است. این اصطلاح در علوم طبیعی برای توصیف چگالی و تراکم مواد مختلف، مورد استفاده است اما می‌شود آن را به هر مقداری که بتوان تراکم آن را اندازه‌گیری کرد اعمال کرد.

## علوم ایرودینامیکی
در مطالعهٔ پرواز مافوق صوت، عکاسی شیلرن تراکم شیب هوا را با کمک هواپیما مشخص می‌کند.

## آب
شیب تراکم در آب می‌تواند در به دام انداختن انرژی و جلوگیری از انتقال گرما اثر داشته باشد، چنین شیبی به عنوان برکه خورشیدی مورد استفاده قرار می‌گیرد.

## زیست‌شناسی
در علوم زندگی، یک تکنیک خاص به نام جدایی تراکم شیب وجود دارد که برای جداسازی و خالص کردن سلول، ویروس‌ها و ذرات تحت سلولی مورد استفاده است.

## ژئو فیزیک
درک درستی از آنچه در مرکز زمین و هسته زمین است نیاز به چارچوبی از نوعی شیب چگالی است که عناصر و ترکیبات در آن تداخل دارند. راکتور مادر در هستهٔ زمین یک تئوری است که توسط شیب تراکم مطر ح است و توسط ماروین هرندان حمایت می‌شود.

## اقتصادهای منطقه‌ای
در مطالعهٔ جمعیت، شیب تراکم می‌تواند به تغییر در تراکم در یک منطقه شهری از مرکز به حاشیه اشاره داشته باشد.